# 高橋ケンジ
高橋 ケンジ（たかはし ケンジ、1975年10月6日 - ）は、日本のジャーナリスト。地域密着新聞「恵比寿新聞」主宰。

## 来歴・人物
奈良県出身。1990年、15歳で高知に家出。1993年、18歳で東京都に上京。
東京都渋谷区恵比寿を題材としたWEBマガジン「恵比寿新聞」を2009年に立ち上げる。2014年に恵比寿ガーデンプレイスに知識を共有するパブリックスペース「COMMON EBISU」や未来型図書館「感想文庫」をプロデュース。
2015年には上智大学非常勤講師として「異文化の視点とジャーナリズム」を教える。2016年2月渋谷区初の子ども食堂「恵比寿じもと食堂」のプロデュースや、渋谷区初の地域子育てコーディネーターとして2016年から渋谷区非常勤職員として従事。2016年からジャーナリスト堀潤とともに個人発信と受信を学ぶ講座「伝える人になろう講座」を開始。2016年4月より渋谷区のコミュニティ放送局「渋谷のラジオ」のナビゲーター。2017年12月に「恵比寿じもと工務店」を開始。2018年より都市農業に特化したNPO法人「Urban Farmers Club」の理事に就任。編集者にとどまらず活動は多岐にわたる。

## 主な活動
- ローカルWEBマガジン「恵比寿新聞」編集長
- 株式会社GRANDWAZOO　代表取締役
- 渋谷区 地域子育てコーディネーター
- 恵比寿じもと食堂 共同代表
- 恵比寿じもと工務店　代表
- 上智大学 非常勤講師（2015年）
- 渋谷のラジオ　ナビゲーター
- NPO法人Urban Farmers Club　理事